# 员公支祠
29°54′55″N 118°38′39″E / 29.91528°N 118.64417°E
员公支祠位于中国安徽省黄山市歙县昌溪乡昌溪村，2013年被列为第七批全国重点文物保护单位。
员公支祠又名吴氏寿乐堂，建于清嘉庆年间，占地630平方米。员公支祠面阔13.5米，进深45米，祠前有一个方形水池，水池与大门之间有一座四柱三楼式木门坊，宽8.8米，高7米。坊后祠堂为三进，分别为门厅、享堂、寝堂，面阔13.5米，进深45米，使用柏木建造。享堂悬挂咸丰皇帝御赐匾额“七叶衍祥”，正梁长达13米。寝堂高二层，悬挂匾额“荣开千紫”。